# 科爾頓維爾 (伊利諾伊州)
科爾頓維爾（英語：Coltonville）是位於美國伊利諾伊州迪卡爾布縣的一個鬼鎮。由於此地已於1839年被荒廢，本地已無人居住。

## 地理
科爾頓維爾的座標為41°58′17″N 88°44′10″W / 41.97139°N 88.73611°W，而該地的平均海拔高度為257米（即843英尺）。